# Кельменецька селищна територіальна громада
Кельменецька селищна громада — територіальна громада в Україні, у Дністровському районі Чернівецької області. Адміністративний центр — селище Кельменці.
Площа громади — 546,3 км², населення — 30 275 мешканців (2025).

## Населені пункти
У складі громади 1 селище (Кельменці) і 25 сіл:
- Бабин
- Бернове
- Браїлівка
- Бузовиця
- Бурдюг
- Вартиківці
- Вовчинець
- Вороновиця
- Грушівці
- Дністрівка
- Іванівці
- Комарів
- Коновка
- Ленківці
- Лукачівка
- Майорка
- Макарівка
- Мошанець
- Нагоряни
- Нелипівці
- Новоселиця
- Перківці
- Путрине
- Росошани
- Слобідка